# Mesamia portachela
Mesamia portachela är en insektsart som beskrevs av Delong 1984. Mesamia portachela ingår i släktet Mesamia och familjen dvärgstritar. Inga underarter finns listade i Catalogue of Life.